# Norrby IF

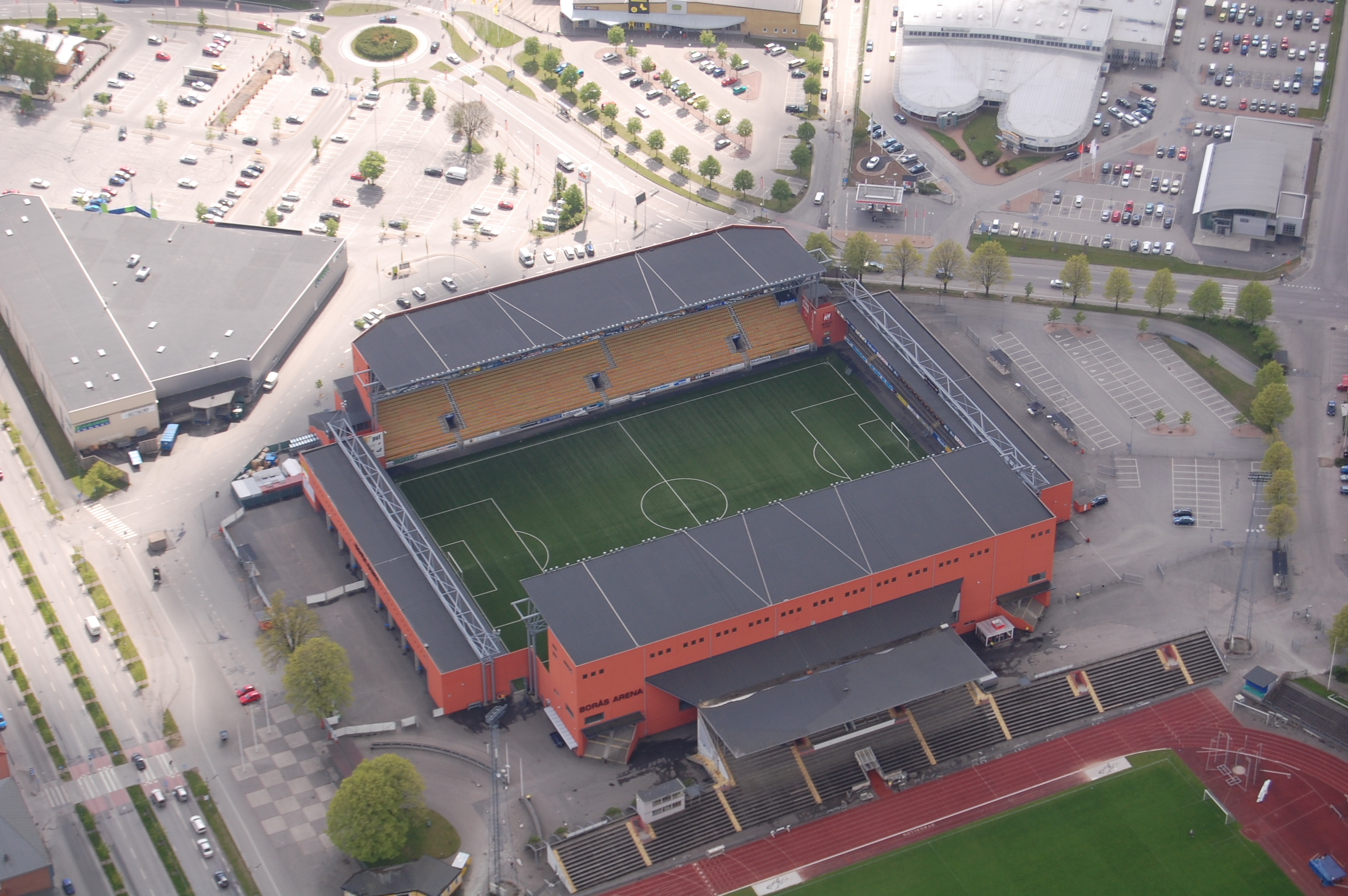
El Borås Arena.

El Norrby IF es un equipo de fútbol de Suecia que juega en la Superettan, segunda división de fútbol en el país.

## Historia
Fue fundado el 27 de abril de 1927 en la ciudad de Boras y en la temporada de 1955 gana el título de la segunda categoría y logra por primera vez jugar en la Allsvenskan en 1956.
Esa ha sido la primera y hasta el momento única aparición en la primera división, ya que terminó en 11.º lugar entre 12 equipos y descendió de categoría junto al Degerfors IF. En esa temporada el equipo estableció el quinto promedio de asistencia más alto de fútbol sueco al registra un promedio de 9,971 espectadores por partido, así como la cantidad menor más alta de aficionados a un partido de local en la Allsvenskan, la cual es 6,378.

## Palmarés
- Division 2 Norra: 1

1955
- Division 2 Västra Götaland: 3

1996, 1999, 2013
- Division 2 Mellestra Gotaland: 1

2009
- Division 3 Mellestra Gotaland: 1

2003

## Jugadores

### Plantilla 2018
- = Lesionado de larga duración